# الریحان
الریحان (به عربی: الریحان) یک منطقهٔ مسکونی در لبنان است که در استان جنوبی لبنان واقع شده‌است.

## خصوصیات
الریحان ۱۰ کیلومترمربع مساحت دارد.